# Cavendishia linearifolia
Cavendishia linearifolia är en ljungväxtart som beskrevs av J. L. Luteyn och J. F. Morales. Cavendishia linearifolia ingår i släktet Cavendishia och familjen ljungväxter. Inga underarter finns listade i Catalogue of Life.